# Aderklaa
Aderklaa osztrák község Alsó-Ausztria Gänserndorfi járásában. 2020 januárjában 196 lakosa volt. 

## Elhelyezkedése

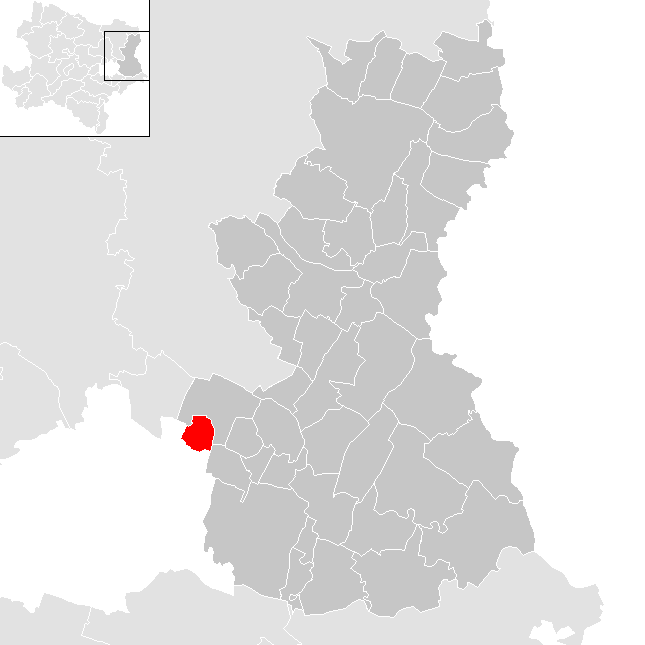
Aderklaa a Gänserndorfi járásban

A wagrami csata emlékműve

Aderklaa a tartomány Weinviertel régiójában fekszik a Morva-mező nyugati részén, Bécstől közvetlenül északkeletre. Területének 1,5%-a erdő, 90% áll mezőgazdasági művelés alatt. Az önkormányzathoz egyetlen település és katasztrális község tartozik.
A környező önkormányzatok: északkeletre Deutsch-Wagram, délkeletre Raasdorf, délnyugatra Bécs 22. kerülete (Donaustadt). 

## Története
Aderklaat 1258-ban említik először "Atychla" néven. 
Bécs második, 1683-as ostromakor a törökök elpusztították. 1809 májusában a faluban volt Károly főherceg főhadiszállása, ahonnan elindult a győztes asperni csatába Napóleon ellen. Másfél hónappal később, július 5-6.-án Aderklaa volt a wagrami csata egyik helyszíne. 
Aderklaa 1784 óta Deutsch-Wagram egyházközségéhez tartozik. 1938-ban a községben egy péket, két kertészt, két fogadóst, két vegyeskereskedést, egy nyeregkészítőt, egy kovácsot, egy hímzőműhelyt, egy bognárt és számos földművest számláltak össze. A község címerét 209-ben kapta, a wagrami csata 200. évfordulóján.

## Lakosság
Az aderklaai önkormányzat területén 2020 januárjában 196 fő élt. A lakosságszám 2001 óta csökkenő tendenciát mutat. 2018-ban az ittlakók 87%-a volt osztrák állampolgár; a külföldiek közül 1% a régi (2004 előtti), 11,6% az új EU-tagállamokból érkezett. 2001-ben a lakosok 79,4%-a római katolikusnak, 1,7% evangélikusnak, 14,6% ortodoxnak, 3,4% pedig felekezeten kívülinek vallotta magát. Ugyanekkor a legnagyobb nemzetiségi csoportokat a német (75,1%) mellett a szerbek (14,2%) és a horvátok (2,6%) alkották. 
A népesség változása:

| 2016 | 210 |
| 2018 | 207 |

## Látnivalók
- a Fájdalmas Istenanya-templom

## Fordítás
- Ez a szócikk részben vagy egészben  az   Aderklaa című német Wikipédia-szócikk ezen változatának fordításán alapul.  Az eredeti cikk szerkesztőit annak laptörténete sorolja fel. Ez a jelzés csupán a megfogalmazás eredetét és a szerzői jogokat jelzi, nem szolgál a cikkben szereplő információk forrásmegjelöléseként.